# Uncinocythere xena
Uncinocythere xena är en kräftdjursart som beskrevs av D. G. Hart och C. W. Hart 1971. Uncinocythere xena ingår i släktet Uncinocythere och familjen Entocytheridae. Inga underarter finns listade i Catalogue of Life.